# Joel Beeke
Joel Robert Beeke, Ph.D. (Kalamazoo, Michigan, 9 de dezembro de 1952) é um pastor e teólogo calvinista americano. É pastor na Congregação de Herança Reformada de Grand Rapids, no Michigan, e serviu como presidente do Seminário Teológico Reformado Puritano de sua fundação, em 1995 a 2023. Atualmente, todavia, tem sido chanceler do referido seminário, bem como que professor de Teologia Sistemática e Homilética.
Beeke graduou-se no "Thomas Edison College", em 1974, e na Faculdade Neerlandesa de Teologia Reformada (Netherlands Reformed Theological School), em 1978. Graduou-se, também, na Universidade do Oeste de Michigan (Western Michigan University). Obteve seu Ph.D. em Reforma e Pós-Reforma pelo Seminário Teológio Westminster (Westminster Theological Seminary), em 1988.
Sua especialidade, contudo, é o puritanismo. Beeke tem sido um grande expoente da teologia puritana no mundo, sendo convidado para palestrar em diversos eventos dentro e fora dos Estados Unidos, muitos dos quais no Brasil sobre os puritanos.
Em 2018, foi publicado um Festschrift em sua homenagem. Puritan Piety: Writings in Honor of Joel R. Beeke incluiu contribuições de Sinclair B. Ferguson, W. Robert Godfrey, Richard Muller, Leland Ryken e Chad Van Dixhoorn.
Esteve no Brasil em 2019, para preleção na Conferência Fiel. Voltou ao Brasil em 2021, para conferência "Old School" daquele ano, participando juntamente com Rev. Heber Campos Júnior, Rev. Ageu Magalhães, Rev. Ronaldo Lidório, Pr. Paulo Júnior e Rev. Josafá Vasconcelos.
Em 2023, Beeke retornou ao Brasil, para participar da Conferência da Editora Cultura Cristã, da Igreja Presbiteriana do Brasil, pela ocasião do 75º aniversário da editora, sendo seu preletor principal, tendo visitado, ao fim da conferência, as seguintes igrejas: Igreja Presbiteriana Unida de São Paulo e Igreja Presbiteriana de Santo Amaro. A conferência realizou-se no feriado de "Sete de Setembro", no auditório Ruy Barbosa na Universidade Presbiteriana Mackenzie.

## Trabalhos publicados

### Blogue
- {Blog de Joel Beeke}

### Livros
- Beeke, Joel (2006), Striving Against Satan, ISBN 978-1-85049-219-1, Wales: Bryntirion Press
- Beeke, Joel; Pederson, Randal (2006), Meet the Puritans: With a Guide to Modern Reprints, ISBN 978-1-60178-000-3, Grand Rapids: Reformation Heritage Books
- Beeke, Joel (2007). Walking as He Walked. Grand Rapids: Reformation Heritage Books. ISBN 978-1-60178-010-2
- Kleyn, Diana; Beeke, Joel (2007). Reformation Heroes: A Simple, Illustrated Overview of People Who Assisted in the Great Work of the Reformation. Grand Rapids: Reformation Heritage Books. ISBN 978-1-60178-028-7
- Beeke, Joel (2008). Living for God's Glory. Lake Mary: Reformation Trust Publishing. ISBN 978-1-56769-105-4
- Beeke, Joel (2009). Contagious Christian Living. Grand Rapids: Reformation Heritage Books. ISBN 978-1-60178-079-9
- Beeke, Joel (2010). Calvin for Today. Grand Rapids: Reformation Heritage Books. ISBN 978-1-60178-084-3
- Beeke, Joel; Jones, Mark (2012). A Puritan Theology: Doctrine for Life. Grand Rapids: Reformation Heritage Books. ISBN 978-1-60178-166-6
- Beeke, Joel; Smalley, Paul (2016). John Bunyan and the Grace of Fearing God. Phillipsburg: P & R Publishing. ISBN 978-1629952048
- Beeke, Joel (2018). Reformed Preaching: Proclaiming God's Word from the Heart of the Preacher to the Heart of His People. Wheaton, Illinois: Crossway. ISBN 978-1433559273
- Beeke, Joel; Smalley, Paul (2019). Reformed Systematic Theology, Volume 1: Revelation and God. Wheaton, Illinois: Crossway. ISBN 978-1-4335-5983-9
- Beeke, Joel; Smalley, Paul (2020). Reformed Systematic Theology, Volume 2: Man and Christ. Wheaton, Illinois: Crossway. ISBN 978-1433559877
- Beeke, Joel; Smalley, Paul (2021). Reformed Systematic Theology, Volume 3: Spirit and Salvation. Wheaton, Illinois: Crossway. ISBN 978-1433559914